# Datto (Arkansas)
Datto è un comune degli Stati Uniti d'America, situato in Arkansas, nella contea di Clay.